# Madonna Pisa
La Madonna Pisa (numero di inventario del 1890 9213) è un dipinto a tempera su tavola (98x60 cm) attribuito al Maestro della Sant'Agata, databile al 1250-1280 circa e conservato nella Galleria degli Uffizi a Firenze.

## Storia
L'opera deve il suo nome a Luigi Pisa, che la cedette alla Galleria nel 1933, prima come deposito e poi come donazione.
La Madonna Pisa è in genere assegnata al Maestro della Sant'Agata, pittore della scuola fiorentina del Duecento, a cui spetterebbe forse anche la Madonna del Popolo nella Cappella Brancacci (Coor Achenbach). Secondo Angelo Tartuferi, che propose una datazione al 1270-1280, si tratterebbe invece di due personalità diverse. Boskovits la datò al sesto decennio del XIII secolo.

## Descrizione e stile
La Madonna col Bambino è dipinta su un fondo scuro, originariamente coperto d'argento. Si tratta di una Madonna Hodeghétria, cioè, in greco, indicante la via, poiché con la mano accenna verso il figlio: Maria simboleggiava la Chiesa, che indirizzava la strada del fedele verso Gesù e la Salvezza. Il Bambino è tenuto in braccio ed è abbigliato come un filosofo antico: non a caso tiene anche in mano un rotolo e con la destra è in atto di benedire la madre (e quindi la Chiesa stessa).
La fissità è tipica delle icone bizantine, a cui l'anonimo pittore si rifece, con ombreggiature scure molto marcate. Particolarmente stilizzata è la pianta di un piede del bambino, quasi una sagoma senza spessore. Le dita di Maria sono estremamente lunghe e affusolate, tanto da sembrare esili rametti, soprattutto nella mano che regge la veste del Bambino. Sul manto blu compaiono ricamate due delle tipiche tre stelle, simboli antichissimi della grazia divina discesa su Maria e ricordo della stella di Betlemme. Come tipico dell'epoca, gli sguardi delle divinità divergono leggermente, sfuggendo lo sguardo dello spettatore.
Un semplice motivo a rosette stilizzate decora il bordo inferiore.